# Банни, Шарль Конан
Шарль Конан Банни (фр. Charles Konan Banny; 11 ноября 1942, Диво, Го-Джибуа — 10 сентября 2021[…], Нёйи-сюр-Сен) — ивуарийский государственный и политический деятель. Работал премьер-министром страны с декабря 2005 по март 2007 года.

## Биография
В 1976 году поступил на работу в Центральный банк государств Западной Африки. В 1988 году стал специальным советником председателя Центрального банка государств Западной Африки. После того, как председатель Центрального банка государств Западной Африки Алассан Уаттара стал премьер-министром Кот-д’Ивуара, Шарль Конан Банни был назначен временным председателем 4 декабря 1990 года. 22 декабря 1993 года был назначен председателем, официально вступив в должность 1 января 1994 года. 17 июня 1999 года повторно назначен председателем Центрального банка государств Западной Африки ещё на шесть лет, срок полномочий начался 1 января 2000 года.
5 декабря 2005 года было объявлено о том, что Шарль Конан Банни сменит Седу Диарру на посту временного премьер-министра Кот-д’Ивуара. Ожидалось, что срок его полномочий истечет в октябре 2006 года, когда должны были состояться национальные выборы, которые не были проведены к установленному сроку, и срок полномочий президента Кот-д’Ивуара Лорана Гбагбо был продлен еще на год, как и срок полномочий Шарля Конана Банни.
Из-за избрания премьер-министром ему было запрещено баллотироваться на должность президента Кот-д’Ивуара. После подписания мирного соглашения в марте 2007 года лидер «Новых сил» Гийом Соро был назначен премьер-министром в конце месяца, сменив Шарля Конана Банни. Также занимал должность министра экономики и финансов Кот-д’Ивуара с декабря 2005 по апрель 2007 года.
В сентябре 2021 года Шарль Конан Банни был доставлен в Европу по состоянию здоровья. 10 сентября 2021 года скончался во Франции от осложнений, вызванных COVID-19. Ему было 78 лет.